# 児玉晃一
児玉 晃一（こだま こういち）は、日本のゲーム会社役員、神奈川大学法学部卒業後、1995年タイトーに新卒以来、法務部・総務部門で勤務。2011年5月から2013年5月までスクウェア・エニックス・ホールディングスに転籍、2014年2月タイトーに戻り、Executive Officer / 執行役員。全社広報責任者。ゲームセンターに電子マネーを導入する推進役。

## 来歴
- 1995年株式会社タイトーに入社。新卒以来、法務部門で勤務。
- 2004年からマネージャー職。

主に契約関係（国内海外）、紛争関係、商事法務関係を担当。子会社の経営企画・経営管理のサポートも担当。
- 2011年5月株式会社スクウェア・エニックス・ホールディングス　グループ経営推進部マネージャー（主に法務担当）に転籍
- 2013年5月：スクウェア・エニックス・ホールディングスから転籍
- 2014年2月 – 2017年3月 (3年 2ヶ月)

Executive Officer / 執行役員
General Manager of General Affairs, inc. Legal & IP, PR, PROC, Customer Service Center, Information Systems, HR and Internal Auditing Section. / 総務部長(法務知財、広報、資材、お客様サービスセンター、情報システム、人事を含む）、監査室担当
- 2016.4.1～

Executive Officer / 執行役員
General Manager, Administration Office, Arcade Operating Group inc. staff recruitment & training, promoting, e-Money project/ オペレーション本部　オペレーション本部室長（採用教育、店舗運営支援、業務管理、電子マネー推進含む）
Head of Public Relations / 全社広報責任者

## 人物
一貫して総務畑（広報、採用教育、店舗運営支援、業務管理、電子マネー推進含む）を担当している。

### エピソード
ITmedia LifeStyle の取材において、「ゲーセンはなくならない」、復活の鍵は電子マネーとし「マルチ電子マネー端末」を設置。ユーザーが快適にゲームを楽しめるような環境作りにも注力。「従来ゲームをするには100円硬貨を入れるのが常識だったが、ゲームセンターは誰もが気軽に立ち寄れるエンターテインメントの場であって、お客様が楽しめるかどうかが一番大事です。中身は変わっても、なくなることはないです」と話す。

## 業績・作品リスト
- 2015年タイトーの各店舗では「マルチ電子マネー端末」を設置。
- 2015年11月にはSuicaやPASMOなど交通系電子マネーにも対応。